# Locustella amnicola
La buscarla de Stepanyan (Locustella amnicola) es una especie de ave paseriforme de la familia Locustellidae propia de las islas del  oeste del Pacífico.

## Descripción
La buscarla de Stepanyan es la especie de mayor tamaño del género Locustella, con un tamaño similar al del carricero tordal. Los adultos tienen las partes superiores de color pardo oliváceo liso, el pecho de color gris uniforme y el resto de partes inferiores anteadas, un ligero tono anaranzado en las coberteras de la cola.
Su canto consiste en una frase corta, alta y característica, que no se parece a los zumbidos similares a los de las chicharras que emiten los miembros del género Locustella de Europa, y es incluso más musical que el del buscarla de Pallas.

## Distribución y hábitat
Este pájaro cría en las islas de Sajalín y Kuriles meridionales (Rusia) y Hokkaido (Japón). Es una ave migratoria que hace un largo viaje al sur para pasar en invierno en la Wallacea y el oeste de Nueva Guinea. Es una especie que se encuentra en zonas costeras y de baja altitud, y que anida en bosques y zonas de matorral.